# 全日本プロレス マザー
全日本プロレス マザーは、千葉テレビ放送（チバテレ）制作で放送されていた全日本プロレスのプロレス中継番組である。

## 概要
- 全日本プロレスの地上波での放送は2000年に三沢光晴らが集団離脱→プロレスリング・ノアを発足した時に、日本テレビでの『全日本プロレス中継』が打ち切られて以後、一旦2004年にテレビ東京（関東ローカル）で『プロレスLOVE（夜のシャイニングインパクト）』と題された番組が1年間放送されていたものの、特番に降格しレギュラー放送は廃止されていた。
- その後2年間のブランクを空けて2007年4月6日から千葉県ローカルながらも、全日本プロレスの地上波中継が再開された。基本的には全日本プロレスの最近の大会から注目カードを抜粋し、ダイジェスト形式で毎回30分届けている。試合映像はGAORA、FIGHTING TV サムライで放送されたものを譲り受けている。また、同番組は2008年4月3日よりぎふチャンで放送開始、さらに2009年4月からはtvkとKBS京都でも放送を開始した。
- 2008年11月22日はスペシャル番組として、「2008プロレスLOVE in 両国vol6」（11月3日開催）のダイジェスト版を19時からの2時間枠で放送した。（チバテレのみ）
- 2009年11月8日にはtvkで9月26日の横浜文化体育館大会の模様を19時からの2時間枠で放送した。
- 2013年限りで放送終了。2014年より「全日本プロレス〜AJPワールド〜」をKBS京都と新潟テレビ21で放送。

## 番組進行役
- 武藤敬司
- 福田麻衣（2008年4月～）

## 終了時のネット局
- チバテレ（制作局） - 毎週月曜日26：30～27：00

※番組開始から2009年3月までは金曜23:30から放送、2009年4月から2010年3月は火曜22：00から放送、2010年4月から2011年9月までは火曜26：30から放送、2011年10月から2012年9月までは月曜26：00から放送。2012年10月から2013年3月までは月曜25：00から放送。
※2013年12月30日で放送終了
- tvk - 毎週土曜日26：05～26：35

※放送打ち切りに伴い終了する「プロレスリング・ノア中継」の後番組。
※2013年12月28日で放送終了
- KBS京都 - 毎週月曜25：30～26：00

※2012年7月8日まで日曜日23：30～24：00、2012年7月16日から月曜25：30から放送。
※2013年12月23日で放送終了
- 新潟テレビ21 - 毎週土曜日26：20～26：50

※2009年7月25日開始。同局では「ワールドプロレスリング」も放送されているため、プロレス放送枠を2枠持つ希少な局である。
※2013年12月22日で放送終了

### かつてのネット局
- ぎふチャン - 毎週木曜日24：15～24：45

※2012年5月まで放送

### 特番のみ放送
- 鹿児島テレビ - 2012年1月3日25：10～26：10

※「全日本プロレス新春スペシャル」として放送。同局における全日本プロレスの放送は1992年に「全日本プロレス中継」を打ち切って以来20年ぶり。
- テレビ山梨 - 2012年1月11日26：25～26：55

※ 山梨県内の放送局でのプロレス放送は2000年の山梨放送の「全日本プロレス中継」終了以来12年ぶり。